# Alan Fersht
Sir Alan Roy Fersht FRS FMedSci (født 21. april 1943) er en britisk kemiker ved Laboratory of Molecular Biology og professor Emeritus ved Department of Chemistry på University of Cambridge; og tidligere Master for Gonville and Caius College, Cambridge. Han har forsket i proteinfoldning.